# Мартов Юлій Осипович
Ю́лій О́сипович Ма́ртов (псевд. Лев Мартов, справжнє прізвище Цедерба́ум) (24 листопада 1873, Стамбул — 4 квітня 1923, Шемберг, Німеччина) — російський політичний діяч, публіцист, учасник революційного руху, засновник меншовизму.
Російський соціал-демократ. Провідний теоретик меншовизму та опонент Леніна. Народився у сім’ї купця. Навчався в Санкт-Петербурзькому університеті, де і розпочав свою революційну діяльність. У 1892 р. арештований і висланий у Вільно. У 1895 р. був серед організаторів “Союзу боротьби за визволення робітничого класу” – першої російської пролетарської організації. У 1900 р. входив до складу ініціативної групи зі створення підпільної революційної газети “Іскра”, був одним із її редакторів. У 1901 р. емігрував з Росії. У 1903 р. на II з’їзді РСДРП  виступив проти ленінської моделі побудови партії. Повернувшись у 1917 р. в Росію, очолив ліву течію меншовизму. Після Жовтневого перевороту виступив проти політики терору більшовиків. У вересні 1920 р. емігрував за кордон. Один із організаторів Віденського Інтернаціоналу. Засновник і редактор антикомуністичного журналу “Соціалістичний вісник”. Автор низки робіт з історії революційного руху в Росії, у яких відображений його відхід від революційного марксизму.

## Ранні роки
Народився в Стамбулі у заможній єврейській родині. Дід Юлія Осиповича — Олександр Осипович — стояв на чолі просвітницького руху в Одесі в 1850–1860 роках і в Петербурзі в 1870–1880 роках, був засновником перших у Росії єврейських газет і журналів. Батько — Йосип Олександрович — служив в Російському товаристві пароплавства і торгівлі, працював кореспондентом «Петербурзьких відомостей» і «Нового часу». Двоє з трьох братів і сестра — Сергій (псевдонім «Єжов»), Володимир (псевдонім «Левицький») та Лідія — стали відомими політичними діячами.
Навчався Юлій Осипович три роки в 7-й гімназії Санкт-Петербурга, один рік — у Миколаївській Царськосельській гімназії і 1891 року поступив на природне відділення фізико-математичного факультету Санкт-Петербурзького університету.

## Політична діяльність

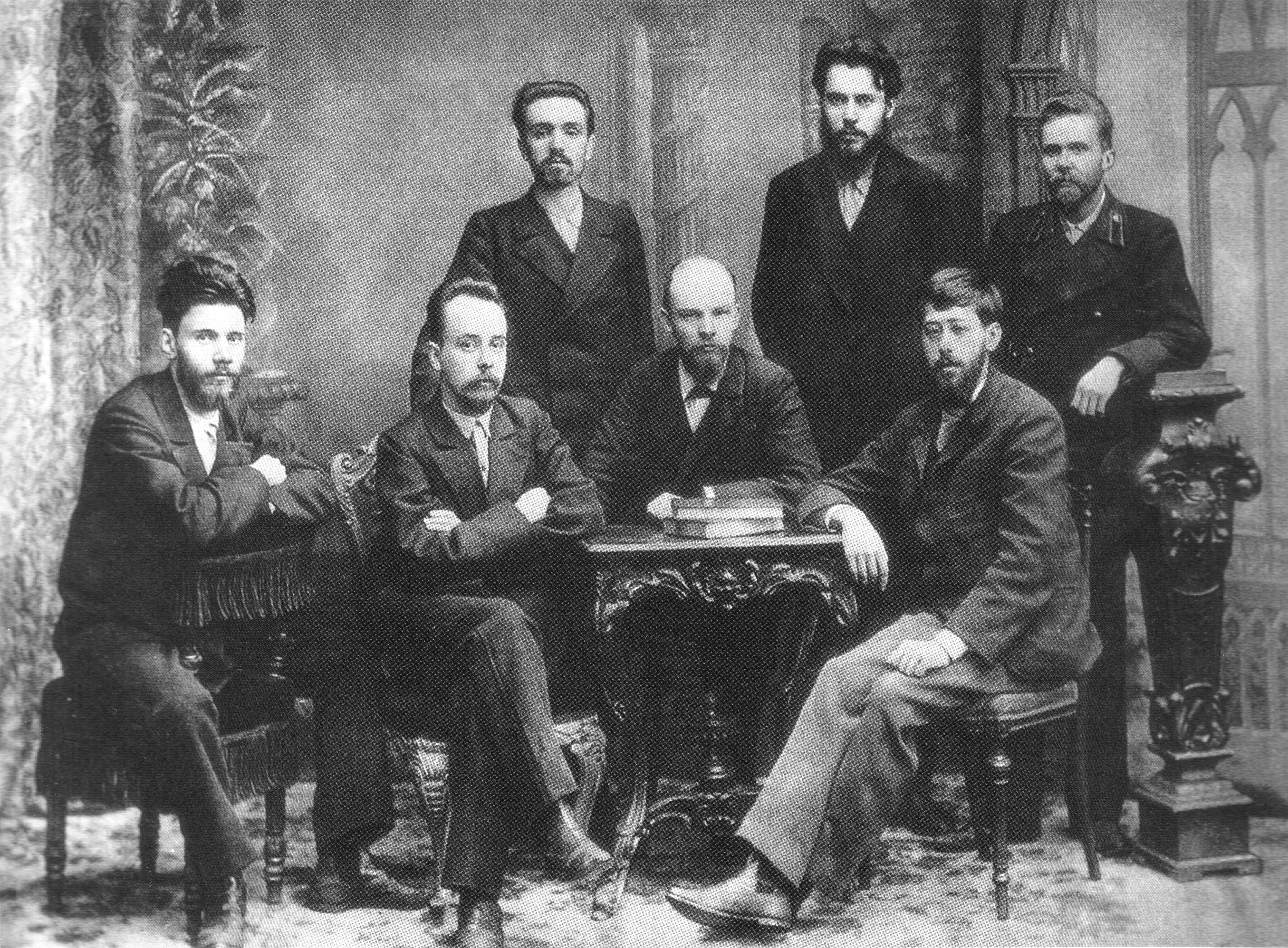
Мартов (сидить, праворуч) у складі членів Союзу боротьби за визволення робітничого класу (1897)

Ще будучи студентом Петербурзького університету, вступив до революційного соціал-демократичного студентського гуртка, який згодом став Петербурзькою групою «Визволення праці».
1892 року був заарештований за поширення нелегальної літератури. Півтора року він перебував в Будинку попереднього ув'язнення і в «Хрестах». Його виключили з університету і влітку 1893 року вислали під гласний нагляд поліції у Вільно (нині Вільнюс). Тут він брав участь у діяльності місцевої соціал-демократичної організації, у русі за створення Загального єврейського робітничого союзу Литви, Польщі та Росії (з 1897 року — Бунд). Разом з В. І. Леніним був одним із засновників петербурзького Союзу боротьби за визволення робітничого класу 1895, за що був у 1896 заарештований і засланий в Туруханськ. У 1899 р. Мартов підтримав написаний 17-ма засланцями «Протест російських соціал-демократів» проти «Кредо» «Економістів» Є. Д. Кусковий. Під час перебування в камері попереднього ув'язнення ним був написаний перший власний історичний нарис — «Сучасна Росія». На засланні він пише ще дві книги: «Робоча справа в Росії» і «Червоний прапор в Росії».
У січні 1900 р., після закінчення сибірського заслання, Мартов поїхав до Полтави, в квітні того ж року брав участь у Львівському нараді, на якому обговорювалося питання про створення загальноросійської політичної газети «Искра». Потім уклав «троїстого союзу» на підтримку газети з А. Потресова і Володимиром Леніним. Він активно працював з підготовки до видання газети «Искра» і журналу «Зоря», був співробітником редакції, також залучав до участі своїх соратників і родичів. Майбутня дружина Сергія Цедербаума — Конкордія Захарова — стала агентом газети, через місяць після цього вона виїхала з Полтави в Петербург, а звідти — в Мюнхен. У Німеччині базувалася редакція газети з 1901 р. У серпні 1901 р. туди приїхав Мартов. За кордоном крім роботи з видання «Іскри», в редакції якої він був по суті найактивнішим співробітником, він читав лекції у Вищій російській школі суспільних наук у Парижі, підтримував тісний контакт з Леніним.

## Ленінізм і політичні погляди
На II з'їзді РСДРП, який був організований за великої участі Мартова, між ним і Леніним стався розкол. Прихильників Леніна стали називати більшовиками, а мартовців — меншовиками. Після з'їзду Мартов увійшов до бюро меншовиків і в редакцію нової «Іскри». Брав участь в революції 1905, член Петербурзької ради. На Женевській конференції меншовиків (квітень — травень 1905 р.) наполягав на виборності всіх партійних органів. Що ж стосується його ставлення до Леніну, то в статті «На черзі» вперше для визначення поглядів Леніна він ввів термін «ленінізм».
Повернувшись в жовтні 1905 року до Росії разом зі своїм другом і соратником Ф. Даном, Мартов брав участь у роботі Петербурзької Ради робітничих депутатів, увійшов в Організаційний комітет (меншовицький партійний центр), працював у редакціях газет «Початок» і «Партійні известия». З грудня 1905 р. став членом ЦК об'єднаної РСДРП, відкидав тактику бойкоту Державної думи, активно виступав на мітингах і зборах.
У 1906 р. він двічі піддавався арешту. У лютому утримувався в одиночній камері, потім - під наглядом поліції. А в липні за рішенням Особливої наради був засуджений до трирічного заслання в Наримський край, яке у вересні була замінена висилкою за кордон. Спочатку Мартов жив в Женеві, потім в Парижі. 1907 року він був присутній на V з'їзді РСДРП. На Штутгартському конгресі 2-го Інтернаціоналу разом з Леніним і Р. Люксембург він вніс радикальні поправки в резолюцію про ставлення до війни.

## Еміграція
З 1907 року в еміграції, примикав до прихильників легальної діяльності РСДРП (т. зв. «Голосовцям»). В 1912 р. Мартов брав участь у серпневій конференції соціал-демократів в Відні, де виступав з доповіддю про виборчу тактику. В 1913 р. увійшов до Закордонного секретаріату Організаційного комітету. На початку світової війни він стояв на інтернаціоналістських позиціях, знаходився на лівому фланзі меншовизму. Він працював в редакції паризьких газет «Голос» і «Наше слово», звідки вийшов у березні 1916 р. через розбіжності з Л. Троцьким. Під час Першої світової війни був її противником. Беручи участь в Циммервальдской (1915 р.) і Кинтальськой (1916 р.) конференціях соціалістів, Мартов висловлював думку, що слідом за імперіалістичної війною неминуче настане період громадянських воєн та ліквідації капіталізму. Після Лютневої революції 9 травня повернувся до Росії, так само, як і Ленін, проїхавши через Німеччину. Незважаючи на величезний авторитет, Мартов зіграв у революції значно меншу роль, ніж інші меншовики — І. Г. Церетелі, Ф. І. Дан або Н. С. Чхеїдзе, хоча і увійшов до Тимчасової Ради Російської республіки, т. зв. «Передпарламенту». До Жовтневої революції поставився негативно, пішов з делегацією меншовиків з II з'їзду Рад. Виступав проти обмеження більшовиками свободи слова, проти арештів політичних діячів різних партій, а також безпартійних. Засудив розгін Установчих зборів. У березні 1918 р. Мартов переїхав до Москви, де перебував ЦК РСДРП, і очолив редакцію газети «Вперёд», за допомогою якої ще намагався повернути результати революції в демократичному напрямку. Він опублікував викриваючі І. Сталіна матеріали про участь того в експропріаціях 1906-1907 рр. та виключення його з партії через кілька років.
Приїжджає з-за кордону в Російську імперію в 1917 р. (див. Пломбований вагон).

## Пізні роки життя

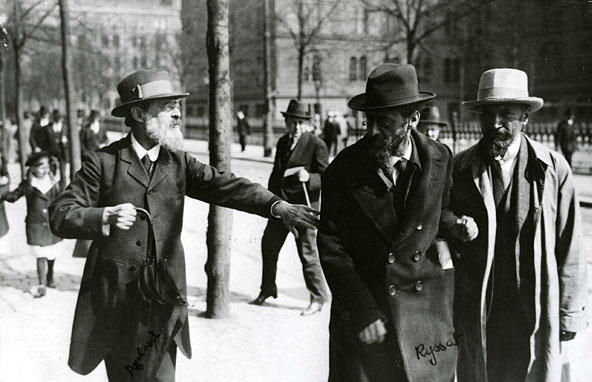
Зліва направо: Павло Аксельрод, Юлій Цедербаум, Олександр Мартинов 16 травня 1917

Мартов виступав проти підписання мирного договору Росії та Німеччини. В травні 1918 року був делегатом Всеросійської наради меншовиків. 14 червня 1918 його виключили зі складу ВЦВК разом з рядом інших меншовиків за звинуваченням в сприянні контрреволюції, підтримці білочехів, участі в антирадянських урядах, що утворились на сході країни, в організації повстань проти радянської влади. В кінці 1918 він таки прийшов до висновку, що необхідно прийняти "Радянський устрій як факт дійсності", вимагаючи його демократизації і далі. Він був одним з авторів платформи РСДРП меншовиків «Что делать?», що вимагала від радянської влади демократизації політичного устрою, відмови від націоналізації значної частини промисловості, зміни аграрної та продовольчої політики. З 1919 член ВЦВК, в 1919—1920 — депутат Моссовета. Літом 1919 був обраний дійсним членом Соціалістичної академії, в 1920 редагував збірник «Оборона революции и социал-демократия». 
У вересні 1920 року, будучи смертельно хворий на туберкульоз, емігрував. У Німеччині до нього приєднався висланий з Росії Федір Ілліч Дан, і їх робота тривала до Закордонного бюро ЦК меншовиків. Відразу після приїзду до Берліна Мартов за згодою ЦК партії заснував журнал «Соціалістичний вісник», і його статті регулярно друкувалися на сторінках цього журналу. Всього вийшло у світ 45 його статей і заміток, в яких він намагався зрозуміти і пояснити більшовизм, в якому бачив «споживчий комунізм». Згодом «Соціалістичний вісник» став центральним органом партії (головний редактор Соломон Шварц), багато в чому визначав політичну лінію ЦК меншовиків. Навколо журналу сформувався емігрантський партійний центр РСДРП, що отримав назву Закордонна делегація.
У жовтні 1920 р. на прохання Мартова, який не міг говорити через загострення хвороби, була оприлюднена його мова «Проблеми Інтернаціоналу і російська революція». У ній він вперше розповів про свою позицію з приводу становища в Радянській Росії. Критикуючи політику більшовиків, Мартов вважав найкращим проявом міжнародної солідарності по відношенню до російської революції захист світового робітничого руху. Ця заява ґрунтувалась на аналізі економічної ситуації в Росії, яка характеризувалася повним господарським розвалом, відсутність правових гарантій і громадянських свобод. До 1921 р. в партії меншовиків склалося два центри: ЦК і Закордонна делегація. У місцевих партійних організаціях у Росії у цей період посилився вплив правого крила партії, що знайшло відображення в рішеннях Серпневій Всеросійської конференції РСДРП 1921 р. Делегати погодилися з тезою Мартова про необхідність угоди між пролетаріатом і селянством, висловлювалися за першочергове надання демократичних свобод тільки «трудящим класам». У 1922 р. Мартов за допомогою М. Горького намагався запобігти розправі над правими есерами в Росії. Брав значну участь у створенні «2 1/2 Інтернаціоналу».
Юлій Осипович помер в одному з санаторіїв Шварцвальду 4 квітня 1923 р. Після смерті він був кремований і похований в присутності М. Горького в Берліні.

## Сочинения
- Мартов Л. Современная Россия. — Женева : Союз русских социал-демократов, 1898. — 66 с.
- Мартов Л. Красное знамя в России: Очерк истории русского рабочего движения. — Женева : Революционная организация «Социал-демократ», 1900. — 64 с.
- Мартов Л. Политические партии в России. — Санкт-Петербург : Новый мир, 1906. — 32 с.
- Мартов Л. Механика хозяйственного строя. — Саратов : Возрождение, 1917. — 24 с.
- Мартов Л. Мировой большевизм. — Берлин : Искра, 1923. — 110 с.
- Мартов Ю. О. Письма 1916—1922. — Benson : Chalidze Publications, 1990. — 328 с.
- Мартов Ю. О. Избранное. — Москва : [Б./и.], 2000. — 644 с.
- Мартов Ю. О. Записки социал-демократа. — Москва : РОССПЭН, 2004. — 544 с.
- Мартов Ю. О., Потресов А. Н. Письма 1898—1913. — Москва : Собрание, 2007. — 464 с. — ISBN 978-5-9606-0032-3.